# Ted Drake
Edward Joseph "Ted" Drake (16 tháng 8 năm 1912 – 30 tháng 5 năm 1995) là một cầu thủ và huấn luyện viên bóng đá người Anh. Khi là cầu thủ, ông thi đấu những trận đầu tiên cho Southampton nhưng lại làm nên tên tuổi ở Arsenal những năm 1930, hai lần vô địch quốc gia và một FA Cup, cũng như năm lần khoác áo tuyển Anh. Ông cũng là một cầu thủ cricket, nhưng chỉ chơi vài trận cho Hampshire. Sau khi giải nghệ ông trở thành huấn luyện viên, và trong khoảng thời gian dẫn dắt Chelsea ông đưa câu lạc bộ lần đầu vô địch quốc gia. Drake giữ kỷ lục ghi nhiều bàn thắng nhất trong một trận đấu cấp cao nhất tại Anh, ghi bảy bàn vào lưới Aston Villa tháng 12 năm 1935. Ông là một "số 9 cổ điển" trong đội hình.

## Danh hiệu

### Cầu thủ
Arsenal
- Football League First Division– 1934–35, 1937–38
- FA Cup – 1936

### Huấn luyện viên
Chelsea
- Football League First Division – 1954–55